# شانگهای ۲۱۹۷
سیارک ۲۱۹۷ (به انگلیسی: 2197 Shanghai، نامگذاری:1965YN) دو هزار و صد و نود و هفتمین سیارک کشف شده‌است که در ۳۰ دسامبر ۱۹۶۵ کشف شد.
قدر مطلق سیارک برابر ۱۱٫۲۰ است.